# Caitlín R. Kiernan
Caitlín Rebekah Kiernan (pseudoniem: Kathleen Tierney) (Dublin, 26 mei 1964) is een Iers-Amerikaans schrijfster van sciencefiction- en fantasyromans, korte verhalen, novelles, vignettes, comics  en wetenschappelijke literatuur op het vlak van paleontologie. Kiernan is tweevoudig winnaar van zowel de World Fantasy Award als de Bram Stoker Award.

## Biografie

### Vroeger leven
Caitlín Rebekah Kiernan werd in 1964 geboren in Dublin, Ierland en verhuisde op jonge leeftijd samen met haar moeder naar de Verenigde Staten.  Een groot deel van haar jeugd bracht ze door in het kleine stadje Leeds (Alabama) en ze had al vroeg interesses voor herpetologie, paleontologie en het schrijven van fictie. Als tiener woonde ze in Trussville en op de middelbare school begon ze met vrijwilligerswerk in het Red Mountain-museum in Birmingham (Alabama) waarbij ze in de zomer aan haar eerste archeologische en paleontologische opgravingen meedeed.
Kiernan ging naar de Universiteit van Alabama te Birmingham (UAB) en de Universiteit van Colorado te Boulder (UCB) waar ze geologie en paleontologie van de gewervelden studeerde. Kiernan werkte zowel in het museum als in het onderwijs vooraleer ze in 1992 zich volledig toelegde op het schrijven van fictie.

### Carrière
In 1988 was Kierlan mede-auteur van een paper dat het nieuwe geslacht en soort Selmasaurus russelli beschreef. Haar eerste roman The Five of Cups werd tussen juni 1992 en het begin van 1993 geschreven maar pas in 2003 gepubliceerd. In 1998 werd haar eerste roman Silk gepubliceerd. Haar eerste gepubliceerde novelle was Persephone, een donker sciencefictionverhaal dat uitgebracht werd in 1995. Kiernan schreef meer dan tweehonderd korte fictieverhalen die werden geselecteerd voor Year's Best Fantasy en Horror-series, in The Mammoth Book of Best New Horror en The Year's Best Science Fiction en haar korte verhalen zijn verzameld in verschillende verhalenbundels (zie bibliografie). Haar werken werden vertaald in het Duits, Italiaans, Frans, Turks, Spaans, Portugees, Fins, Tsjechisch, Pools, Russisch, Koreaans en Japans. 
In mei 1996 werd Kiernan benaderd door Neil Gaiman en de redactie van DC/Vertigo Comics om te beginnen met het schrijven voor The Dreaming, een spin-off van Gaimans The Sandman. Kiernan schreef voor The Dreaming van 1996 totin 2001 in nauwe samenwerking met Gaiman en niet alleen gericht op reeds bestaande karakters maar ook op nieuwe karakters (onder andere Echo, Maddy, de witte droomraaf Tethys). In 2012 keerde Kiernan terug naar strips met Alabaster: Wolves (op basis van haar personage Dancy Flammarion) en vervolgens Alabaster: Boxcar Tales (2013) en Alabaster: The Good, the Bad, and the Bird (2014). Ze schreef de romantisering van de film Beowulf (naar het script van Gaiman en Roger Avary).

### Muziek
Tussen 1996 en 1997 was Kiernan frontvrouw van de "goth-folk-blues"-band uit Athens (Georgia), genaamd Death's Little Sister, genoemd naar het karakter van Neil Gaiman (Delirium). Ze was zanger en tekstschrijver van de band, en de groep had lokaal succes op de plaatselijke collegeradio en trad op in Athens en Atlanta.  Kiernan verklaarde in interviews dat ze de band verliet in februari 1997 vanwege haar toegenomen verantwoordelijkheden van het schrijven voor DC Comics en omdat haar roman Silk uitgegeven werd. Ze was twee jaar later kort betrokken bij Crimson Stain Mystery, een studioproject. CSM produceerde een EP die verkocht werd samen met een speciale editie van Silk, geïllustreerd door Clive Barker (Gauntlet Press, 2000).

### Magazine
In december 2005 begon Kiernan met de publicatie van het maandelijkse tijdschrift Sirenia Digest (ook wel bekend als MerViSS), waarin vignettes en korte verhalen worden gepubliceerd. Het MerViSS-project is een voortzetting van Kiernan's exploratie van de fusie van erotische literatuur met elementen van donkere fantasy en sciencefiction door het creëren van korte, dromerige fictieverhalen. Het magazine wordt geïllustreerd door Vince Locke en af en toe wordt er samengewerkt met Sonya Taaffe.

### Privaat leven
Kiernan is transseksueel, lesbisch, noemt zich een atheïst en woont in Providence (Rhode Island) samen met haar partner, fotograaf en poppenontwerper Kathryn A. Pollnac.